# Bedoń-Wieś
Bedoń-Wieś is een plaats in het Poolse district  Łódzki wschodni, woiwodschap Łódź. De plaats maakt deel uit van de gemeente Andrespol en telt 346 inwoners.